# AngelWish
『AngelWish 〜放課後の召使いにチュッ!〜』は2004年5月28日にCROSSNET（開発はFAVORITE）より発売された恋愛アドベンチャーゲームである。2005年2月24日にはピオーネソフトよりPlayStation 2版およびドリームキャスト版の『AngelWish 〜君の笑顔にチュッ!〜』が発売された。

## 解説
本作は開発元のFAVORITEのデビュー作であると同時に、原画家の司田カズヒロのデビュー作でもある。2017年7月には、DMM.comにてダウンロード版の配信が開始された。

## あらすじ
（出典：）
主人公の厚木聖哉は私立聖峰学院に通う普通の学生である。ある日のこと、聖哉は「ステラ公国」の主席召使い（コンシューマ版では最高宮務官）である鈴音＝メルヴェイユと出会う。彼女はステラ公国には行方不明になったアルという王子がおり、その王子こそが聖哉だと告げた。学園生活を監視した結果、聖哉の奥手すぎる性格に業を煮やした鈴音は、帝王教育の一環として「アンジェ・ラルムの実」という精子を過剰分泌させる果実を食べさせる。性欲を高められた聖哉はまともな学園生活を送れなくなってしまう。鈴音は聖哉の性欲を鎮めるために、エッチ用の召使いを連れて来るが、それは聖哉がよく知る少女だった。

## 登場人物
声優表記はPC版/PS2版&DC版の順。同じ場合は統一表記した。

### メインキャラクター
（出典：）
厚木 聖哉（あつぎ せいや）
声：なし
私立聖峰学院に通う学生。地中海近くのステラ王国の王子である。
千歳 水希（ちとせ みずき）
声：三村祥子
T/B/W/H 156/80/58/83
私立聖峰学院2年生。聖哉と同じクラスだが、聖哉とはあまり接点がない。成績優秀であり、学院では生徒会役員を務めている。園芸部に所属しており、放課後は毎日温室で花の世話をする傍ら、昔ある少年にもらった植物の花を咲かせようと努力している。真面目で誰にでも優しい少女。好きな食べ物はソフトクリームで、嫌いな食べ物は辛いもの。
千歳 ゆきな（ちとせ ゆきな）
声：秋月まい / 谷井あすか
T/B/W/H 138/69/49/72
水希の妹。河童が好きで、河童の知識に関しては右に出るものがいない。また、河童の人形である「さんぺー」（販促用に作られた限定品）を常に持ち歩いている。弱気で人見知りが激しい性格であり、姉以外の人とはまともに会話ができず、すぐに逃げ出してしまう。実は寂しがりやで、甘えられる兄のような存在を求めている。
喜多見 早知（きたみ さち）
声：木村あやか
T/B/W/H 150/79/56/79
聖哉の幼なじみで、私立聖峰学院の1年生のクラスに在籍している。小さな頃から聖哉を慕っており、聖哉の後を追うように聖峰学院に入学し、彼のクラスに毎日訪れる。聖哉の友人である清貴と付き合っているが、昔から慕っていた聖哉のことを忘れられず、召使いになる決心をする。
栗平 六夏（くりひら りっか）
声：鞠杏樹 / 吉田小南美
T/B/W/H 149/88/59/87
バトントワラー部に所属する聖哉の先輩で、私立聖峰学院の3年生のクラスに在籍している。精神年齢が幼く、脳天気な性格の持ち主。バトントワラー部とは別に私設応援団である「海援隊」を結成し、親友である七海を応援している。インターハイ前に怪我をした七海を助けるために聖哉の召使いになろうとする。生まれてから一度もじゃんけんで勝ったことがないほどの不運の持ち主。死ぬまでに一度はじゃんけんで勝つことを目標としている。
城戸崎 七海（きどさき ななみ）
声：北都南
T/B/W/H 167/91/63/89
私立聖峰学院の3年生であり、六夏とは親友同士である。水泳部に所属しており、2年生の頃にインターハイにおいて飛び込み競技で4位に入賞するほどの実力を持っている。優勝に強いこだわりを持ち、猛特訓をしているものの、伸び悩んでいる。ボーイッシュな性格で女子からの人気が高い。
幸田 ユイ（こうだ ゆい）
声：未登場 / 高橋愛
コンシューマ版で追加されたヒロイン。私立聖峰学院の1年生であり、放送部に所属している。早知とは友人同士。目立たない少女だが、格闘ゲームの「カッパーマトック」は大会に出場できるほどやりこんでいる。放送部の機材を壊してしまったことから鈴音を頼ることになる。
鈴音＝メルヴェイユ（すずね メルヴェイユ / Suzune Merveillex）
声：長崎みなみ
T/B/W/H 144/76/52/78
ステラ公国の主席召使い（コンシューマ版では宮宰と呼ばれる最高宮務官）。ステラ人と日本人のハーフであり、家は由緒ある召使いの家系。

### サブキャラクター
（出典：）
鶴馬 清貴（つるま きよたか）
声：- / 加瀬康之
聖哉の親友かつ悪友。聖哉の幼なじみで後輩の早知と付き合っている。聖哉・早知とともに3人で過ごすことが多い。
香月コーチ（かつきコーチ）
声：- / -
私立聖峰学院の生徒指導の教師。水泳部のコーチも兼任している。
勝城さん（かつしろさん）
声：- / -
聖哉のクラスにいる委員長タイプの女の子。言いたいことをはっきり言う性格。

## スタッフ
- 原画：司田カズヒロ[1]
- シナリオ：水間ホシひと、前山信頼[1]
- ディレクター：水間ホシひと
- 主題歌
  - オープニングテーマ『Only Your Angel』[4]
    - 歌：佐藤裕美 作詞：JOE 作曲：CAY

  - エンディングテーマ（PC版）『Mint Kiss』
    - 歌：chata 作詞：JOE 作曲：CAY

  - エンディングテーマ（DC/PS2版）『ペパーミント・キッス』
    - 歌：佐藤裕美 作詞：王小請入 作曲：CAY
- 企画・開発：有限会社フェイバリット
- 制作・販売：株式会社クロスネット

## 評価
Leonekoはおたぽるに寄せたダウンロード版の紹介記事の中で「処女作だからかストーリーは無難な内容だが、王道学園ものが好きな人にはおすすめである」と述べ、「司田カズヒロの原画を鑑賞するだけでも価値は十分あり、ロリキャラも多くて抜きゲーとしても楽しめる」と評した。